# Ficus sarmentosa
Ficus sarmentosa là một loài thực vật có hoa trong họ Moraceae. Loài này được Buch.-Ham. ex Sm. mô tả khoa học đầu tiên năm 1810.

## Hình ảnh

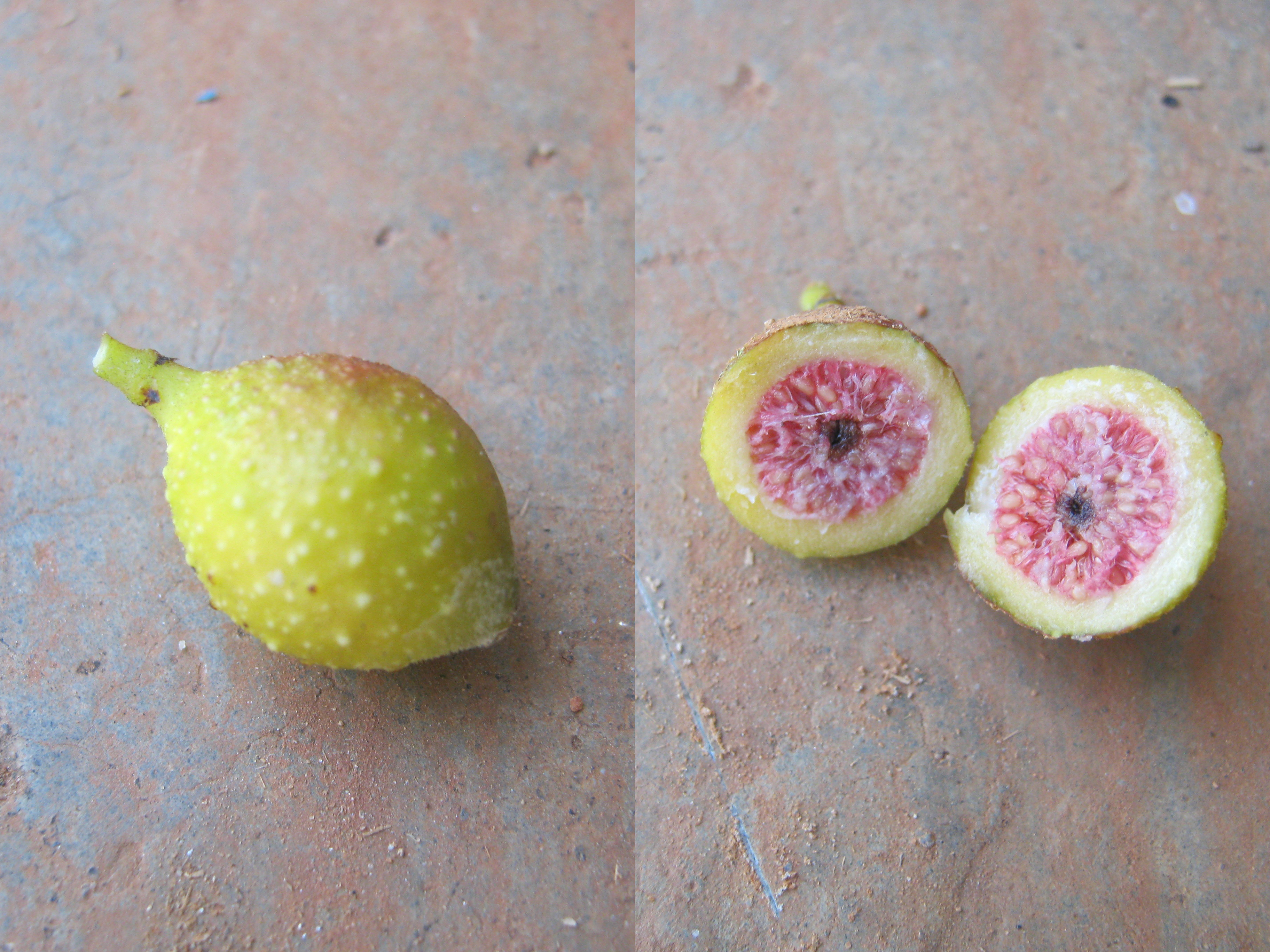
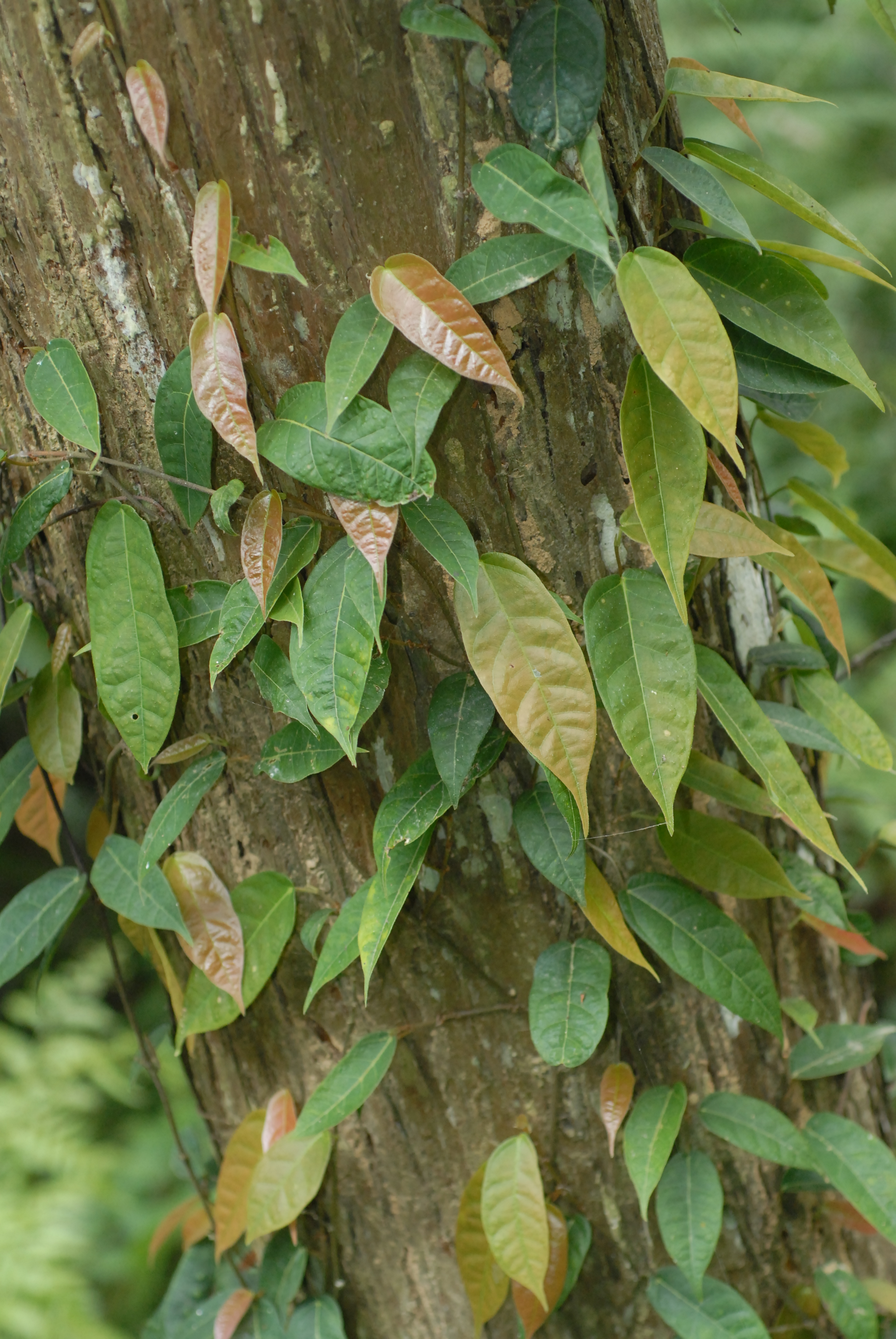